# Rosenthaler Platz
Rosenthaler Platz – plac w Berlinie, w Niemczech, w dzielnicy Mitte, w okręgu administracyjnym Mitte.  
Przy placu znajduje się stacja metra linii U8 Rosenthaler Platz.